# Masih Alinejad
Masoumeh Alinejad-Ghomi (Perzisch: معصومه علی‌نژاد قمی) (Qomī Kolā, 11 september 1976) is een Iraans journaliste en schrijfster. Ze werkt als verslaggever voor het satirische televisieprogramma OnTen en is correspondent voor Radio Farda.
Alinejad staat bekend om haar kritiek op de autoriteiten in Iran. 
Alinejad was al vanaf jonge leeftijd bezig met activisme. In 1994 werd ze gearresteerd wegens het verspreiden van pamfletten met kritiek op de Iraanse overheid. In 2001 begon ze haar carrière als journalist voor onder andere Hambastegi en het Iranian Labour News Agency (ILNA).
In 2008 schreef ze een artikel voor de Nationale Vertrouwenspartij, getiteld "Song of the Dolphins". In dit artikel werd Mahmoud Ahmadinejad vergeleken met een dolfijnentrainer. De armen die zich rond Ahmadinejad verzamelden bij provinciale bezoeken om hem brieven te geven werden in het artikel hongerige dolfijnen genoemd. De hongerige dolfijnen moeten kunstjes doen om voedsel van de dolfijnentrainer te krijgen. Het artikel werd door velen als beledigend beschouwd en Mehdi Karroubi, die leider van de partij is, bood zijn excuses voor het artikel aan.
In 2014 is ze de beweging My Stealthy Freedom begonnen. De beweging is tegen de verplichting tot het dragen van de hijab, die sinds de Iraanse Revolutie bestaat.
In 2021 werden in New York vier Iraniërs aangeklaagd omdat ze een ontvoering zouden hebben beraamd van Alinejad. De Iraniërs zijn waarschijnlijk medewerkers van de geheime dienst van Iran, ze zouden van plan geweest zijn om haar onder valse voorwendselen naar Iran te 'lokken'.